# Conde de Berkshire
O título Conde de Berkshire foi criado duas vezes no Pariato da Inglaterra. Foi criado pela primeira vez em 1621 para Francis Norris. Para mais informações sobre esta criação (que foi extinguida em 1622 após sua morte), consulte Conde de Abingdon e também Conde de Lindsey. A segunda criação ocorreu em 1626 em favor de Thomas Howard, 1.º Visconde Andover. Ele era o segundo filho de Thomas Howard, 1.º Conde de Suffolk, segundo filho do segundo casamento de Thomas Howard, 4.º Duque de Norfolk . Sua mãe era Katherine, filha de Henry Knyvett de Charlton em Wiltshire. Howard já havia sido criado Barão Howard de Charlton, no Condado de Wiltshire, e Visconde Andover, no Condado de Southampton, em 1622. Esses títulos também estão no Pariato da Inglaterra. Lorde Berkshire sucedeu na propriedade Charlton por meio de sua mãe em 1638. Ele foi sucedido por seu filho mais velho, o segundo conde. Em 1640, ele já havia sido convocado para a Câmara dos Lordes por meio de um mandado de aceleração do título júnior de seu pai, Barão Howard de Charlton. Ele não teve filhos homens e, após sua morte em 1679, os títulos passaram para seu irmão mais novo, o terceiro conde. Ele representou Wallingford na Câmara dos Comuns . Ele também morreu sem deixar descendentes do sexo masculino e foi sucedido por seu sobrinho-neto, o quarto conde. Ele era neto do honrado William Howard, quarto filho do primeiro conde. Em 1745, ele sucedeu seu primo de terceiro grau como décimo primeiro conde de Suffolk.

## Condes de Berkshire, Primeira Criação (1621)
- veja o Conde de Abingdon e o Conde de Lindsey

## Condes de Berkshire, Segunda Criação (1626)

Brasão de armas do 2.º ao 4.º condes de Berkshire, antes de suceder como conde de Suffolk

- Thomas Howard, 1.º Conde de Berkshire (1590–1669)
- Charles Howard, 2.º conde de Berkshire (1615–1679)
- Thomas Howard, 3.º conde de Berkshire (1619–1706)
- Henry Bowes Howard, 4.º Conde de Berkshire (1687–1757) (sucedeu como Conde de Suffolk em 1745)

veja Conde de Suffolk para mais sucessão